# Delta (компьютерная игра)
Delta — компьютерная игра в жанре shoot'em up, выпущенная в 1987 году компанией Thalamus для Commodore 64. Разработал игру Ставрос Фасулас. В 1990 году вышла версия для ZX Spectrum, получившая название Delta Charge.
В США изданием игры занималась компания Electronic Arts, которая озаглавила её Delta Patrol. Она вышла в серии Amazing Software в 1987 году на Commodore 64.

## Игровой процесс
Delta является сайд-скроллером, в котором игрок управляет космическим кораблем, уничтожающим группы вражеских объектов. За уничтожение одних групп игрок получает очки усиления, за уничтожение других — теряет их, из-за чего требуется внимания при выборе цели. Периодически появляются блоки, содержащие усиления, и игрок может выбрать одно из них: повышение скорости движения, скорострельность — с мощностью, соответствующей набранным очкам. Если уровень усиления превышает возможности игрока, оно работает как обычное препятствие и разрушает корабль. Усиление со временем прекращается, и его нужно получать заново. По окончании игры начисляются баллы за прохождение, однако таблица рекордов сохраняется только в течение одной сессии и обнуляется при выходе из программы.

## Сюжет
Главный герой игры состоит в элитном полицейском отряде под названием Delta Patrol и командует звёздным крейсером в космическом секторе Delta. В этом секторе опасность представляют пропавшие корабли, инопланетные бандиты и неведомых силы, несущие смерть и разрушение. Боевое задание игрока — уничтожить вражеские силы, прячущиеся в зоне его ответственности. За уничтожение очередной волны врагов, игрок зарабатывает средства, которые может использовать для покупки оружия и улучшения корабля.

## Музыка
Музыку к игре написал композитор Роб Хаббард. Заставка оформлена композицией, созданной на основе темы из фильма «Койяанискаци». Во время игрового процесса можно выбрать либо спецэффекты, либо музыкальное сопровождение, которое основано на инструментальной композиции On the Run британской рок-группы Pink Floyd. В 2003 году кавер-версия музыки из игры была включена в альбом Joystick Pop финского коллектива Desert Planet.

## Оценки
Обзор игры был опубликован в 1987 году в журнале Dragon № 128. Рецензенты оценили её в 4 из 5 звезд. Журнал Computer Gaming World в апреле 1988 года писал, что графика игры не впечатляет, а в целом Delta напоминает старую игру для Atari 2600 под названием Megamania". Обозреватели журнала ZZAP!64 разошлись в оценках игры: хотя неприятия она не вызвала, согласовать мнение, что она лучше предшественника — Sanxion — не удалось. В итоге её был выставлен суммарный рейтинг 74 %. В 2004 году журнал Retro Gamer поставил Delta на 92 место в списке 100 лучших игр по мнению читателей.